# Нове (провінція Віченца)
Нове (італ. Nove, вен. Łe Nóve) — муніципалітет в Італії, у регіоні Венето, провінція Віченца.
Нове розташоване на відстані близько 440 км на північ від Рима, 65 км на північний захід від Венеції, 23 км на північний схід від Віченци.
Населення — 5069 осіб (2014).
Щорічний фестиваль відбувається 29 червня. Покровитель — святий Петро.

## Демографія
Населення за роками:

Станом на 1 січня 2023 року в муніципалітеті офіційно проживали 294 іноземці з 35 країн, серед них 52 громадяни країн Євросоюзу та 10 громадян України.

## Сусідні муніципалітети
- Бассано-дель-Ґраппа
- Картільяно
- Маростіка
- Поццолеоне
- Ск'явон